# آغ‌بلاغ (ارومیه)
آغبلاغ (به ترکی: آغ بولاق) روستایی از توابع بخش مرکزی شهرستان ارومیه در استان آذربایجان غربی ایران است. اسم این روستا از دو کلمه ترکی آغ (Ağ) به معنای سفید و بولاق (Bulaq) به معنای چشمه تشکیل شده است.

## جمعیت
این روستا در دهستان باراندوزچای جنوبی قرار داشته و براساس سرشماری مرکز آمار ایران در سال ۱۳۹۵، جمعیت این روستا برابر با ۳۰۸ نفر (۶۶ خانوار) بوده است.